# Baraúna (kommun i Brasilien, Paraíba)
Baraúna är en kommun i Brasilien.   Den ligger i delstaten Paraíba, i den östra delen av landet, 1 600 km nordost om huvudstaden Brasília. Antalet invånare är 4 222.
Trakten runt Baraúna består i huvudsak av gräsmarker. Runt Baraúna är det ganska glesbefolkat, med 38 invånare per kvadratkilometer.